# Eduard von Mayer

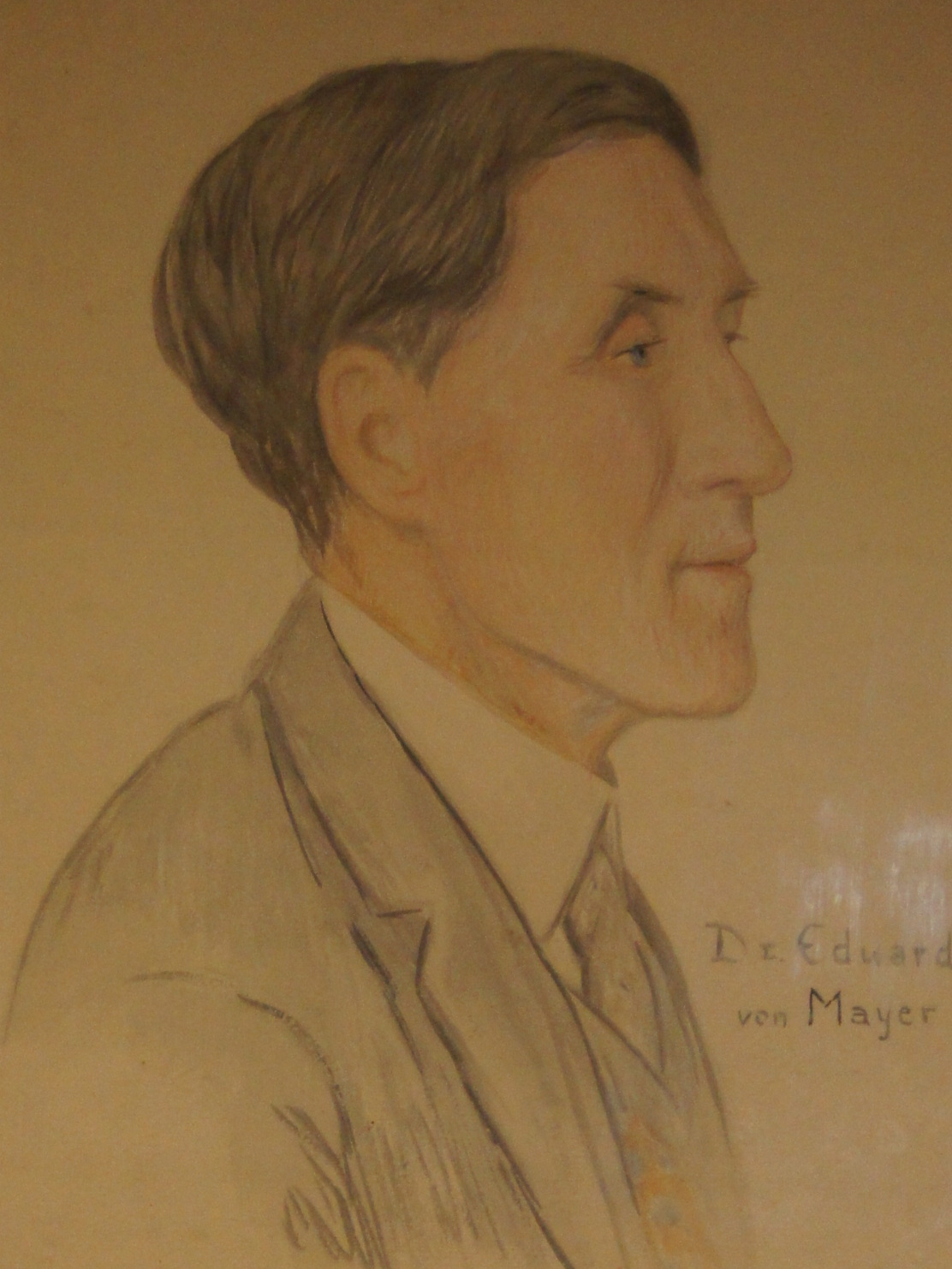
Eduard von Mayer, gezeichnet von Elisar von Kupffer

Eduard von Mayer (* 5. Junijul. / 17. Juni 1873greg. oder 6. Junijul. / 18. Juni 1873greg. in Analowno bei Sankt Petersburg; † 26. Dezember 1960 oder 27. Dezember 1960 in Minusio, Kanton Tessin) war ein deutscher Theaterkritiker und Kunsthistoriker.

## Leben
Er wurde in eine neunköpfige Familie als Sohn des Arztes Dr. Karl von Mayer, dem Gründer des Evangelischen Hospitals in St. Petersburg, geboren. Er studierte Naturwissenschaften in St. Petersburg und Lausanne, dann Kulturgeschichte in Berlin und Halle, wo er 1897 promoviert wurde. Ab 1902 war er Theaterkritiker der Deutschen Zeitung in Berlin. Ab 1907 wirkte er mit Elisar von Kupffer in Florenz und der Schweiz. 1911 war er Inhaber des klaristischen Verlags Akropolis in München und ließ sich 1915 in Locarno nieder. 1926 wurde das Sanctuarium Artis Elisarion errichtet und 1939 um einen Rundbau erweitert. Nach dem Tod Eduard von Mayers sollte das Gebäude an den Kanton Tessin gehen, der diese Erbschaft aber ausschlug.

## Werke (Auswahl)
- Schopenhauers Aesthetik und ihr Verhaeltnis zu den aesthetischen Lehren Kants und Schellings. Druck v. E. Karras, Halle a.S. 1897. (Heft 9 von Abhandlungen zur Philosophie und ihrer Geschichte, hg. v. B. Erdmann). (Diss. phil. Halle 1897).
- Die Bücher Kains vom ewigen Leben. Eine Dichtung. Zürich; Leipzig 1899.
- Falsche Feuer. Ein Roman aus dem deutschen St. Petersburg. 2 Bde. H. Costenoble, Berlin 1902.
- Pompeji in seiner Kunst. Bard, Marquardt & Co., Berlin 1904. (Die Kunst Sammlung illustrierter Monographien. Hg. von Richard Muther; 38).
- Die Lebensgesetze der Kultur. Ein Beitrag zur dynamischen Weltanschauung. M. Niemeyer, Halle a.S. 1904.
- Technik und Kultur. Gedanken über die Verstaatlichung des Menschen. Hüpeden & Merzyn, Berlin 1906. (Die Kulturprobleme der Gegenwart. Hg. von Leo Berg. Serie II; 3).
- Die Seele Tizians. Zur Psychologie der Renaissance. P. Neff, Esslingen 1906. (Führer zur Kunst. Hg. von Dr. Hermann Popp; 2).
- Modernes Mittelalter. Gose & Tetzlaff, Berlin 1906.
- Fürsten und Künstler. Zur Soziologie der Kunst. Bard, Marquardt & Co., Berlin 1907. (Die Kultur. Sammlung illustrierter Einzeldarstellungen. Hg. von Cornelius Gurlitt; 19 und 20).
- mit Elisàr von Kupffer als Hgg.: Lebenswerte. Sammlung illustrierter ethischer Essays. 5 Hefte. H. Costenoble, Jena 1907.
- Literarisches Ehrengericht. Ein Aufruf an alle Schriftsteller und alle selbständigen Leser. Verlag Akropolis, München 1911.
- Zukunft der Natur. 3 Teile.  Klaristischer Verlag Akropolis, Leipzig 1916. (Klaristische Bücherei; 2–4).
- Das Mysterium der Geschlechter. J. Baum, Pfullingen in Württemberg 1923. (Die okkulte Welt; 86/87).
- Aus einem Leben. Gedichte. Klaristischer Verlag Akropolis, Leipzig 1927.
- Aus tiefster Not. Ein Oratorium Mysticum der wandernden Seele. Eine Dichtung. Sanctuarium Artis Elisarion, Minusio-Locarno 1943.
- Zukunft der Natur. Teil 4: Volk und Persönlichkeit. Sanctuarium Artis Elisarion, Minusio-Locarno 1944.
- Abendläuten des Lebens. Gedichte. Sanctuarium Artis Elisarion, Locarno-Minusio 1944.